# Walkweiher (Dinkelsbühl)
Der Walkweiher ist ein großer Mühlweiher bei Dinkelsbühl im mittelfränkischen Landkreis Ansbach in Bayern.

## Beschreibung
Der See liegt auf 442 m ü. NHN langgestreckt in den Talmulde des von Westnordwesten nach Südsüdosten fließenden Walkenweiherbachs, der wenig abwärts des Seedamms von rechts in die Wörnitz mündet. Er hat eine Fläche von etwa 12,6 ha, ist 1,1 km lang und weniger als 0,2 km breit. Sein etwa 23 km² großes Einzugsgebiet gehört naturräumlich zum Dinkelsbühler Hügelland, einem Unterraum des Mittelfränkischen Beckens.
Abschnittsweise steht ein Schilfgürtel unmittelbar am Ufer, dahinter eine Baumgalerie, anschließend liegen am Hang hinauf Äcker. Der Einlaufbereich des Walkenweiherbachs ist eine Riedfläche, die sich bis hinauf zur bei der Gaismühle die Talmulde querenden Kreisstraße AN 44 Dinkelsbühl-Wört erstreckt, deren Damm den nächsthöheren Stauweiher Gaisweiher im Lauf des Baches anstaut. Von Westsüdwesten her fließen die kleineren Bäche Klingenwiesengraben und Egelgraben in den See.
Der See liegt im geologisch viel jüngeren Schwemmland, das in die triassische Hassberge-Formation eingelagert ist, die an den unteren Hängen ansteht. Rechtsseits ist diese teilweise mit pleistozänen Flussschottern überlagert.
Im Norden ist die heutige Bebauungsgrenze von Dinkelsbühl oft weniger als 200 Meter entfernt. Am Seedamm stehen an der linken Talseite der Weiler Walkmühle und an der rechten das Dorf Radwang der Stadt.
Der Walkweiher und der Gaisweiher zusammen mit ihren feuchten Einlaufbereichen auf dem Talgrund und einem nur schmalen Randstreifen beidseits stehen als Vogelfreistätte Walk- und Gaisweiher unter Naturschutz.

### BayernAtlas („BA“)
Amtliche Online-Gewässerkarte mit passendem Ausschnitt und den hier benutzten Layern: Walkweiher und Umgebung

Allgemeiner Einstieg ohne Voreinstellungen und Layer: BayernAtlas der Bayerischen Staatsregierung (Hinweise)
1. ↑  Höhe nach blauer Beschriftung auf dem Hintergrundlayer Amtliche Karte.
2. ↑  Seefläche abgemessen auf dem Hintergrundlayer Amtliche Karte.
3. 1 2  Dimensionen abgemessen auf dem Hintergrundlayer Amtliche Karte.
4. ↑  Einzugsgebiet abgemessen auf dem Hintergrundlayer Amtliche Karte.
5. ↑  Geologie nach dem Layer Geologischen Karte 1:500.000.

### Sonstige
1. ↑  Einzugsgebiet nach: Verzeichnis der Bach- und Flussgebiete in Bayern – Flussgebiet Donau von Quelle bis Lech, Seite 64 des Bayerischen Landesamtes für Umwelt, Stand 2016 (PDF; 2,3 MB) (Seitenzahl kann sich ändern.)
2. ↑  Wolf-Dieter Sick: Geographische Landesaufnahme: Die naturräumlichen Einheiten auf Blatt 162 Rothenburg o. d. Tauber. Bundesanstalt für Landeskunde, Bad Godesberg 1962. → Online-Karte (PDF; 4,7 MB)